# Cinzia Monreale

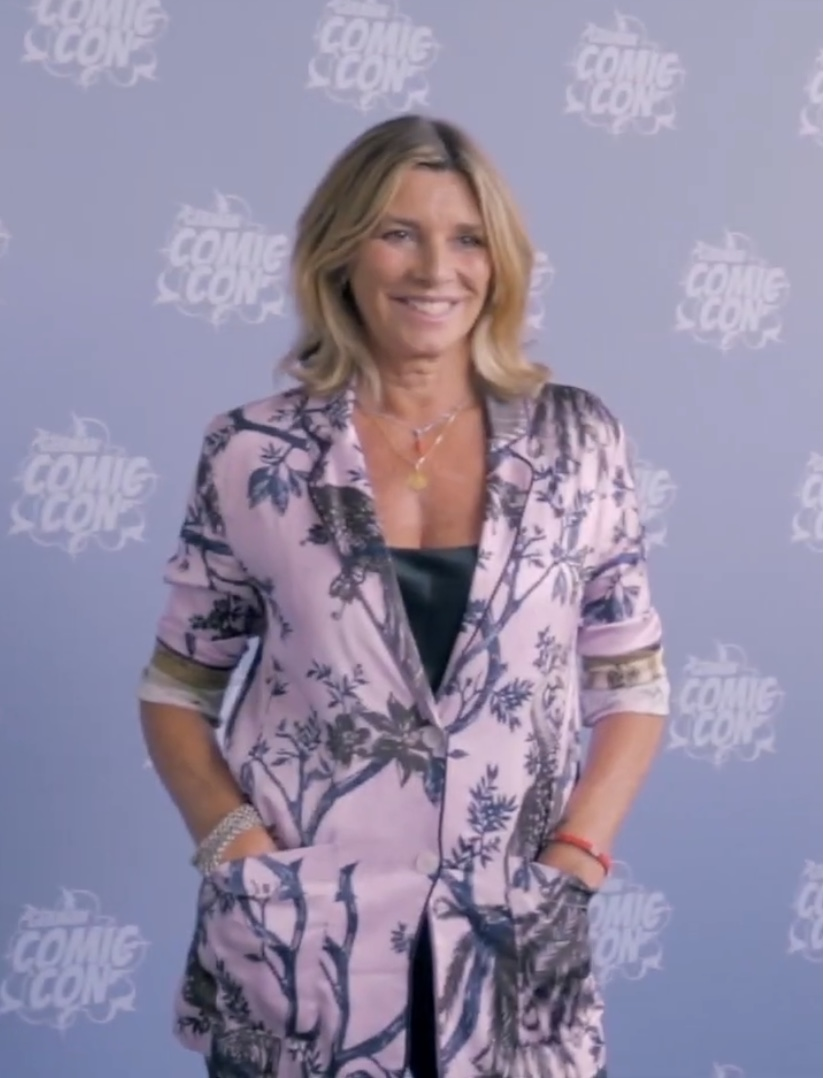
Cinzia Monreale, 2021

Cinzia Monreale (* 22. Juni 1957 als Cinzia Moscone in Genua) ist eine italienische Schauspielerin.

## Leben
Monreale, die attraktive Tochter der Opernsängerin Mirella Zaza, arbeitete als Fotomodell und Mannequin. Ihr Spielfilmdebüt erfolgte 1975 in einer im Abspann nicht genannten Nebenrolle in Vittorio Sindonis Filmkomödie Son tornate a fiorire le rose. Es folgten zwei weitere Zusammenarbeiten mit Sindoni, diesmal jedoch in der Hauptrolle. Weitere Engagements besetzten sie nahezu immer als exotische Schönheit und verlangten wenig schauspielerisches Können. 1978 war sie in Lucio Fulcis Italowestern Silbersattel an der Seite von Giuliano Gemma zu sehen. In der Folge spielte sie in einigen Horrorfilmen, darunter Joe D’Amatos Sado – Stoß das Tor zur Hölle auf und Fulcis Über dem Jenseits; beide wurden in Deutschland bundesweit beschlagnahmt. Dazwischen konnte man Monreale in der Bud-Spencer-Komödie Plattfuß am Nil sehen. Mitte der 1980er Jahre spielte sie nur vereinzelte Rollen und trat auch erstmals in Fernsehproduktionen auf. 1991 arbeitete sie erneut mit D’Amato, sie spielte die weibliche Hauptrolle im Horrorfilm Frankenstein 2000. Zudem war sie in drei Folgen der österreichischen Fernsehserie Kommissar Rex zu sehen. In Nel continente nero aus dem Jahr 1992 war sie als afrikanische Geliebte des Hauptdarstellers besetzt, im Jahr darauf spielte sie ein Zimmermädchen in Marco Ferreris Diario di un vizio. Im neuen Jahrtausend verstärkte Monreale ihre Auftritte für Fernsehserien.

## Filmografie (Auswahl)
- 1978: Silbersattel (Sella d'argento)
- 1979: Sado – Stoß das Tor zur Hölle auf (Buio Omega)
- 1980: Plattfuß am Nil (Piedone d’Egitto)
- 1981: Über dem Jenseits (E tu vivrai nel terrore – L'aldilà)
- 1989: Das Haus des Bösen (La dolce casa degli orrori) (Fernsehfilm)
- 1992: Frankenstein 2000 (Ritorno dalla morte)
- 1996: The Stendhal Syndrome (La sindrome di Stendhal)
- 2000: Mein Partner auf vier Pfoten (Turbo) (Fernsehserie)
- 2009: Kommissar Rex (Fernsehserie)